# Johnny English de nou en acció
Johnny English de nou en acció (títol original en anglès, Johnny English Strikes Again) és una pel·lícula de comèdia d'acció d'espionatge del 2018 dirigida per David Kerr. És la seqüela de Johnny English Reborn (2011) i és la tercera entrega de la sèrie Johnny English. La pel·lícula és protagonitzada per Rowan Atkinson en el paper principal, al costat de Ben Miller, Olga Kurylenko, Jake Lacy i Emma Thompson. La pel·lícula segueix l'agent titular de l'MI7 que és cridat a l'acció, quan tots els agents encoberts queden exposats a un ciberatac. S'ha doblat al valencià per a À Punt; també s'ha subtitulat al català central.
La pel·lícula es va estrenar als cinemes d'Austràlia el 20 de setembre de 2018, al Regne Unit el 5 d'octubre i als Estats Units el 26 d'octubre. La pel·lícula va rebre crítiques en diversos sentits, però va ser un èxit de taquilla, amb una recaptació de 159 milions de dòlars a tot el món amb un pressupost de 25 milions.